# Hernán Ponce de León
Hernán Ponce de León fue un conquistador español que vivió durante el siglo XVI, siendo uno de los primeros exploradores del Pacífico centroamericano, descubriendo el golfo Dulce y el golfo de Nicoya en la actual Costa Rica.

## Biografía
Fue uno de los principales tenientes de Pedro Arias Dávila, quien llegó al Darién hacia 1514. En 1516 estuvo en la exploración y conquista del istmo de Panamá. Luego de fundada la Ciudad de Panamá en 1519, partió una expedición por el Pacífico comandada por Gaspar de Espinosa en dirección a Nicaragua, pero una fuerte tormenta los detiene en la península de Burica. Espinosa dispuso quedarse pero se ordenó a Juan de Castañeda y Hernán Ponce de León que avanzaran por el mar.
La avanzada descubrió el golfo Dulce y avanzaron por territorio de la península de Osa, pero con problemas de desembarcar debido a la presencia de indígenas hostiles hasta llegar al golfo de San Vicente (hoy Tivives), en el golfo de Nicoya. Luego de una refriega, logran capturar a tres o cuatro indígenas, para hacerlos de intérpretes y guías de la zona. Posteriormente, regresaron a encontrarse con Diego de Espinosa en Natá de los Caballeros.
Junto con Bartolomé Hurtado, recorrió las costas de la provincia de Chiriquí y fundaron el poblado de Fonseca, de efímera duración.
Luego, como teniente de Pedrarias, Ponce de León recibió la orden de capturar al conquistador Pedro de Alvarado. En 1536 se unió a la expedición de Hernando de Soto rumbo a Perú.